# Ceix

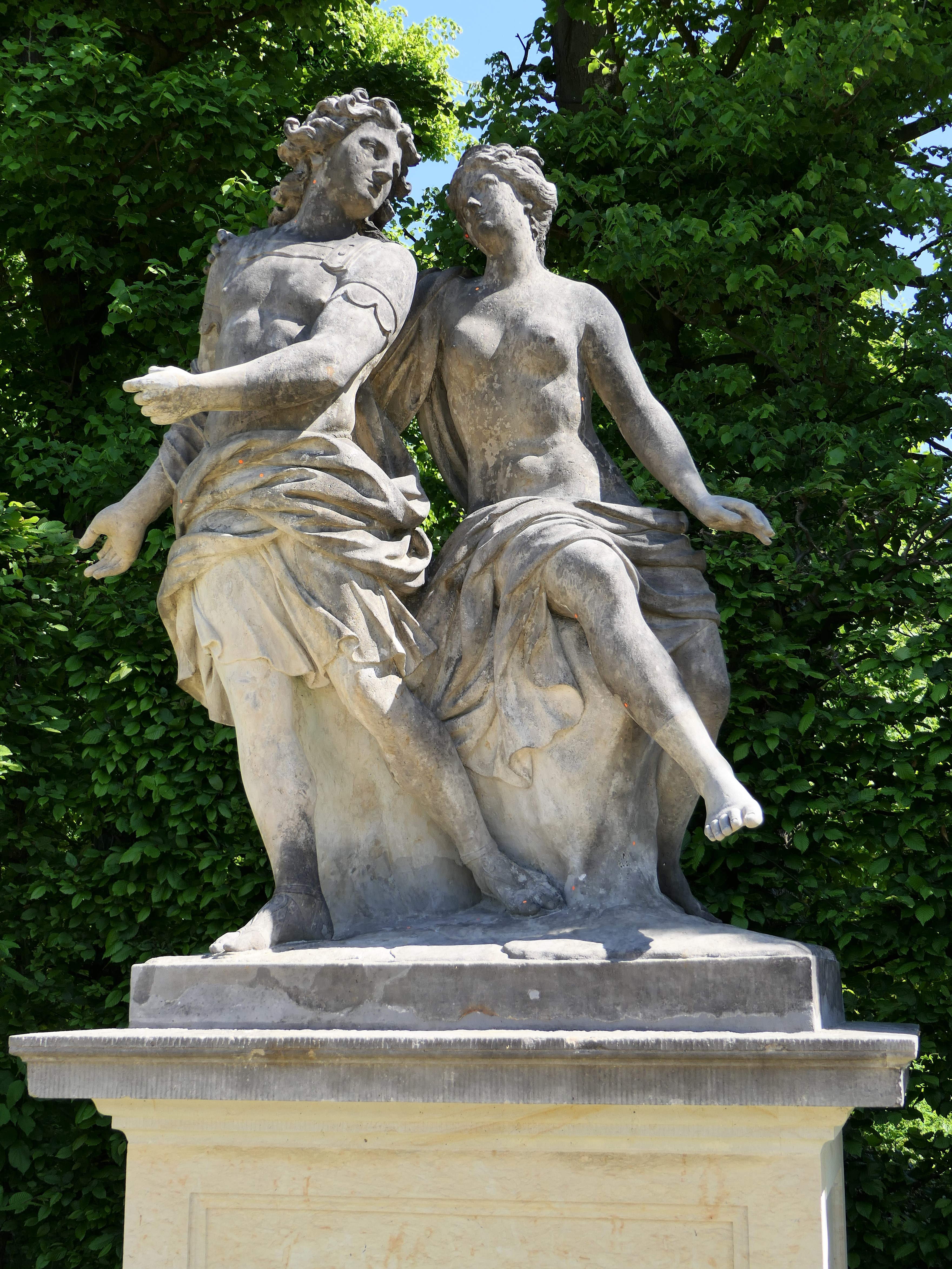
Ceix e Alcíone, escultura de jardim barroco

Ceix (ou Ceyx) era filho de Eósforo, e se casou com Alcíone, filha de Éolo, filho de Heleno. 
Segundo vários autores antigos, Hesíodo compôs o texto O Casamento de Ceix, preservado em algumas citações no escólio de Apolônio de Rodes, em Zenóbio, no escólio de Homero, em Ateneu e em Gregório de Corinto.

## Versão de Pseudo-Apolodoro e Virgílio
Nas versões do mito perfilhadas por Pseudo-Apolodoro e Virgílo, esta narrativa trata-se de um conto moral e de escarmento sobre a húbris sacrílega dos mortais ante os deuses. Nesta versão da lenda, Ceix teria proferido que era Zeus e que Alcíone era Hera; por causa disso, Zeus puniu-os, transformando-os em pássaros: Alcíone num guarda-rios e Ceix num ganso-patola.

## Versão de Ovídio e Higino
Na versão deste mito contada por Ovídio, Ceix e Alcíone são um humilde casal de apaixonados, que se viu apartado pelos desmandos do mar. Ceix, marinheiro, ao arrepio dos rogos da esposa, Alcíone, parte numa perigosa viagem marítima, rumo a Claros, na Jónia, para consultar o óraculo. No entanto, a travessia marítima termina em tragédia, vitimando-o num naufrágio, durante uma violenta tempestade. 

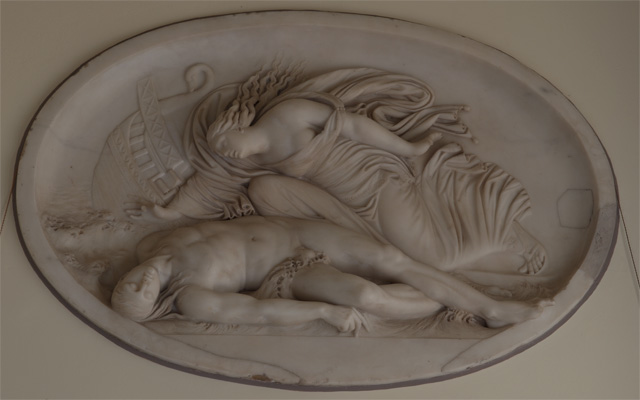
Alcíone debuça-se sobre o cadáver de Ceix, baixo-relevo de mármore, presentemente em Lotherton Hall

Alcíone, cumprindo o arquétipo de saudosa esposa de marinheiro, espera-o em vão, todos os dias junto à praia, até que certo dia dá com o seu cadáver a boiar ao capricho das ondas. Galgando sobre as águas, para alcançar o corpo do marido, Alcíone dá por si convertida em ave. Os deuses, comovidos com o infortúnio dos amantes, transformaram-na em ave marinha, bem como a Ceys, a quem restituiram a vida.
Higino, nas suas «Fábulas» subscreve a esta versão do mito, adscrevendo, ainda, um episódio da vida do casal, já enquanto aves-aquáticas, mais concretamente alciões. Reza a lenda, então, que quando Alcíone e Ceix estavam a nidificar, a calema das ondas na praia ameaçava destruir-lhes o ninho. Éolo, compadecendo-se do casal, serenou o mar durante sete dias, coibindo os ventos de soprar junto à costa.  A estes sete dias, que compreendem o dia mais curto do ano, os gregos alcunhavam de «dias do alcião», acreditando que durante esse período não haveria tempestades junto ao mar. Em sentido figurado, a locução chegou a ser usada por poetas para significar períodos de acalmia e tranquilidade.

## Relevo para o folclore português
Há estudiosos, como por exemplo, Júlia Tomás, no seu «Ensaio sobre o Imaginário Marítimo dos Portugueses», que advogam que há uma ligação entre este mito grego e o mito do alma-de-mestre do imaginário popular do folclore português.
O mito português do "alma-de-mestre" narra que as almas dos capitães dos navios, que tenham morrido em naufrágios, sem receber um enterro cristão, assumem a forma de aves marinhas, por antonomásia o Hydrobates pelagicus, cujo nome comum é «alma-de-mestre». As almas errantes destes capitães naufragados, assombram os marinheiros incautos, com o seu piar melancólico, enquanto os seus cadáveres arribem junto à costa e lhes seja dado uma sepultura condigna. 

## Espécies crismadas com este nome

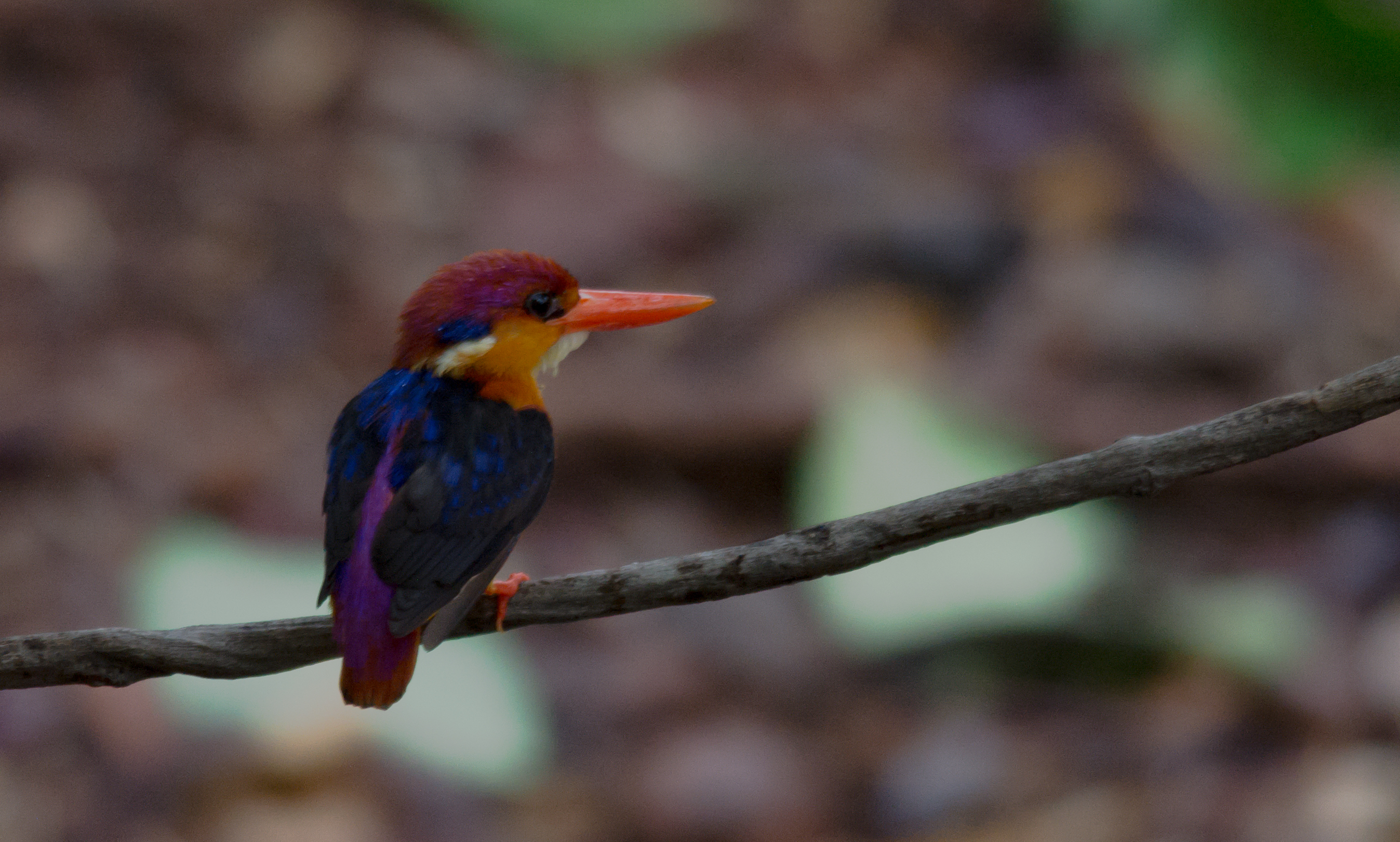
Guarda-rios do género Ceyx

- Há inúmeras variedades de guarda-rios que são designadas com nomes alusivos a este casal: 
  - O genus Ceyx, em honra de Ceix
  - A família de guarda-rios Halcyonidae, em honra de Alcíone, bem como o genus Halcyon.
  - O nome latino do Guarda-rios Cintado[13][14] (Megaceryle alcyon) também é uma alusão a Alcíone.